# 刘春泉
刘春泉（1930年—2012年7月15日），女，湖南长沙人，是湘剧表演艺术家，被誉为“湘剧大师”，同时是湖南省湘剧院“八大员”之一。

## 生平
1930年，刘春泉出生在湖南长沙市的一个梨园世家。2岁时，她跟随父亲学习湘剧，主攻老生。4岁时，刘春泉在戏台上表演《雪梅教子》。6岁时，她在戏台上获得“六岁红”的美誉。
1956年，刘春泉在北京市怀仁堂出演《六郎斩子》，荣获毛泽东的赞誉：“这个娃娃唱的不错”。
文化大革命爆发后，刘春泉被迫害，劳动改造，因而淡出年青一代公众的视线。毛泽东到长沙市视察时，特意提到她。
2002年，年逾古稀的刘春泉到台湾演出《生死牌》，引发轰动。
2005年，刘春泉折断了腿。2006年，刘春泉摔了腰，从此永别戏台。
2012年7月15日，刘春泉因脑部疾病导致主器官衰竭而病逝。19日，她的遗骸安葬在湖南革命陵园。

## 作品
刘春泉一生的作品共计300多段湘剧，主要有《辕门斩子》、《金沙滩》、《打鼓骂曹》、《胡迪骂阎》、《生死牌》，由于文化大革命备受中国共产党的政治迫害，使得其淡出了年青一代戏迷的视线，晚年主要以整理湘剧剧目和授徒为主，由于刘春泉生活清贫，没有资金将自己生前的作品整理出书出碟，死前遗愿未遂。随着花鼓戏在湖南省的壮大，湘剧也渐渐衰弱，成为“非物质文化遗产”。

## 个人生活
刘春泉41岁才结婚，8年后丈夫逝世，没有子女。晚景凄凉，家中只有一台热水器，一个小空调，一台用了多年的长虹彩电。
刘春泉师从黄菊奎，后随聂梅生、陈绍益、欧元霞等名家名角学习。
弟子：吴伟成。